# 瓦尔考斯机场
瓦尔考斯机场（芬蘭語：Varkauden lentoasema，IATA：VRK，ICAO：EFVR），是芬兰东部的一座民用机场，为瓦尔考斯及周边地区服务。该机场坐落于约罗伊宁，距瓦尔考斯约16公里。2007年旅客吞吐量为2400人次。
2014年起就没有开通定期航班了。